# Sydafrikas Grand Prix 1992
Sydafrikas Grand Prix 1992 var det första av 16 lopp ingående i formel 1-VM 1992.

## Resultat
1. Nigel Mansell, Williams-Renault, 10 poäng
2. Riccardo Patrese, Williams-Renault, 6
3. Ayrton Senna, McLaren-Honda, 4
4. Michael Schumacher, Benetton-Ford, 3
5. Gerhard Berger, McLaren-Honda, 2
6. Johnny Herbert, Lotus-Ford, 1
7. Érik Comas, Ligier-Renault
8. Aguri Suzuki, Footwork-Mugen Honda
9. Mika Häkkinen, Lotus-Ford
10. Michele Alboreto, Footwork-Mugen Honda
11. Mauricio Gugelmin, Jordan-Yamaha
12. Ukyo Katayama, Larrousse-Lamborghini
13. Eric van de Poele, Brabham-Judd

### Förare som bröt loppet
- Olivier Grouillard, Tyrrell-Ilmor (varv 62, motor)
- Thierry Boutsen, Ligier-Renault (60, bränslesystem)
- Pierluigi Martini, BMS Scuderia Italia (Dallara-Ferrari) (56, koppling)
- Gianni Morbidelli, Minardi-Lamborghini (55, motor)
- JJ Lehto, BMS Scuderia Italia (Dallara-Ferrari) (44, växellåda)
- Christian Fittipaldi, Minardi-Lamborghini (43, generator)
- Andrea de Cesaris, Tyrrell-Ilmor (41, motor)
- Jean Alesi, Ferrari (40, motor)
- Ivan Capelli, Ferrari (28, motor)
- Gabriele Tarquini, Fondmetal-Ford (23, motor)
- Karl Wendlinger, March-Ilmor (13 , överhettning)
- Bertrand Gachot, Larrousse-Lamborghini (8, styrning)
- Martin Brundle, Benetton-Ford (1, koppling)

### Förare som ej kvalificerade sig
- Paul Belmondo, March-Ilmor
- Andrea Chiesa, Fondmetal-Ford
- Stefano Modena, Jordan-Yamaha
- Giovanna Amati, Brabham-Judd